# Sint-Kwintens-Lennik

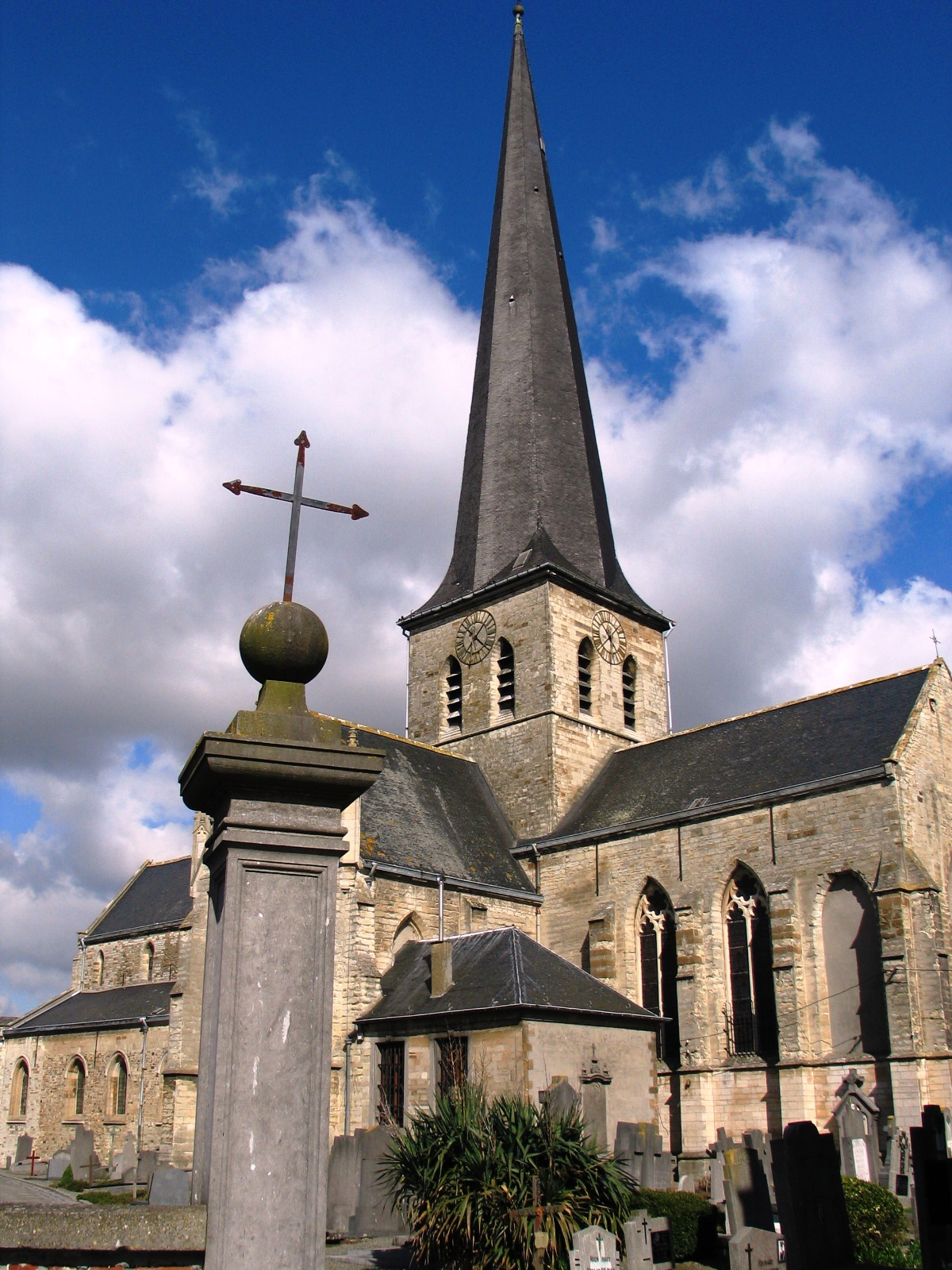
Església de Lennik-Saint-Quentin

Sint-Kwintens-Lennik (en francès - poc usat - Lennik-Saint-Quentin)) és un nucli del municipi belga de Lennik, a la província del Brabant flamenc, a la regió flamenca i al districte electoral de Halle-Vilvoorde.